# David Noroña
David Noroña (Miami, Flórida, 14 de Dezembro de 1972) é um ator estadunidense.

## Filmografia

### Televisão
- 2008 Lipstick Jungle como Selden Rose
- 2007 Ugly Betty como Tyler Blake
- 2007 In Case of Emergency como Paul
- 2007 Lincoln Heights como Dr. Gabe Mendoza
- 2007 Big Love como Neal Berger
- 2006 Close to Home como Mike Lise
- 2006 Though None Go with Me como Will
- 2005 Inconceivable como Scott Garcia
- 2005 CSI: Miami como Joshua Greenfield
- 2005 Medical Investigation como Kenneth McBride
- 2004 Boston Legal como Promotor Harris
- 2004 Crossing Jordan como Dr. Cabrera
- 2003 Monk como Tenente Plato
- 2003 Mister Sterling como Leon Montero
- 2002 Boston Public como Promotor
- 2002 Six Feet Under como Gary Deitman
- 2002 Titus como Joshua
- 2001 Kristin como Vincent
- 2001 That's My Bush! como Ramon
- 2001 Frasier como Lance
- 2001 Bailey's Mistake como Pe. Miguel
- 2000 Popular como Daniel
- 2000 The Trouble with Normal como Randy
- 2000 The Expendables como Ramone
- 1998 NYPD Blue como Gabe
- 1997 Nothing Sacred como Nathan
- 1996 Mrs. Santa Claus como Marcello Damaroco

### Cinema
- 2000 Soledad como David
- 2000 Maggie Moore como Alex
- 2000 Alligator Alley como Jay Taylor
- 1996 Twisted como Angel
- 1993 Money for Nothing como Clerk